# Campeonato Paranaense de Futebol de 1918
O Campeonato Paranaense de 1918 foi a quarta edição do campeonato estadual, disputado por seis equipes, teve como campeão o Britânia Sport Clubconquistando seu primeiro torneio e o vice campeonato do Internacional Futebol Clube.
Teve sua disputa paralisada por duas situações: primeiramente pela Primeira Guerra Mundial e por último pela pandemia de gripe espanhola, sendo finalizada apenas em abril de 1919.

## Clubes Participantes
| Equipe                           | Cidade   | Região                           | No ano anterior | Estádio | Capacidade | Títulos        | Participações |
| -------------------------------- | -------- | -------------------------------- | --------------- | ------- | ---------- | -------------- | ------------- |
| América-Paraná Sport Club        | Curitiba | Região Metropolitana de Curitiba | Campeão         | --      | --         | 1 (1917)       | 2             |
| Britânia Sport Club              | Curitiba | Região Metropolitana de Curitiba | Lugar           | --      | --         | 0 (não possui) | 4             |
| Coritiba Foot Ball Club          | Curitiba | Região Metropolitana de Curitiba | Lugar           | --      | --         | 1 (1916)       | 4             |
| Internacional Futebol Clube      | Curitiba | Região Metropolitana de Curitiba | Lugar           | --      | --         | 1 (1915)       | 4             |
| Esporte Clube Água Verde         | Curitiba | Região Metropolitana de Curitiba | Estreante       | --      | --         | 0 (não possui) | 1             |
| Associação Acadêmica de Esportes | Curitiba | Região Metropolitana de Curitiba | Estreante       | --      | --         | 0 (não possui) | 1             |

## Regulamento
O Campeonato foi realizado em dois turnos, com 26 jogos disputados

## Campeão
| Campeonato Paranaense de 1918 |
| ----------------------------- |
| Britânia Sport Club 1° Título |